# Алабас (Шалкарський район)
Алаба́с (каз. Алабас) — село у складі Шалкарського району Актюбінської області Казахстану. Входить до складу Бершугірського сільського округу.
Населення — 155 осіб (2021; 264 у 2009, 197 у 1999, 734 у 1989).